# In a Reverie
«In a Reverie» — дебютний студійний альбом італійського готичного альт-метал-гурту Lacuna Coil. Реліз відбувся 8 червня 1999 року.

## Список композицій
Автор слів Крістіна Скаббіа, Андреа Ферро, автор музики Марко Коті Зелаті, Крістіано Мігліоре, окрім вказаних. 
| #     | Назва                | Автор музики      | Тривалість |
| ----- | -------------------- | ----------------- | ---------- |
| 1.    | «Circle»             |                   | 3:55       |
| 2.    | «Stately Lover»      |                   | 4:52       |
| 3.    | «Honeymoon Suite»    |                   | 4:31       |
| 4.    | «My Wings»           |                   | 3:45       |
| 5.    | «To Myself I Turned» | Waldemar Sorychta | 4:24       |
| 6.    | «Cold»               |                   | 4:19       |
| 7.    | «Reverie»            |                   | 6:20       |
| 8.    | «Veins of Glass»     |                   | 5:13       |
| 9.    | «Falling Again»      | Marco Coti Zelati | 5:07       |
| 42:27 |                      |                   |            |

## Учасники запису
Lacuna Coil
- Андреа Ферро — чоловічий вокал
- Крістіна Скаббіа — жіночий вокал
- Крістіано "Піцца" Мігліоре — електрогітара, ритм-гітара
- Марко Коті Зелаті — бас-гітара
- Крістіано "КріЦ" Моццаті — барабани